# Alaska Anchorage Seawolves
Alaska Anchorage Seawolves är en idrottsförening tillhörande University of Alaska Anchorage och har som uppgift att ansvara för universitetets idrottsutövning.

## Idrotter
Seawolves deltager i följande idrotter:
| Herrar - Basket - Cross Country - Friidrott - Ishockey - Skidsport | Damer - Basket - Cross Country - Gymnastik - Friidrott - Skidsport - Volleyboll |

## Idrottsutövare

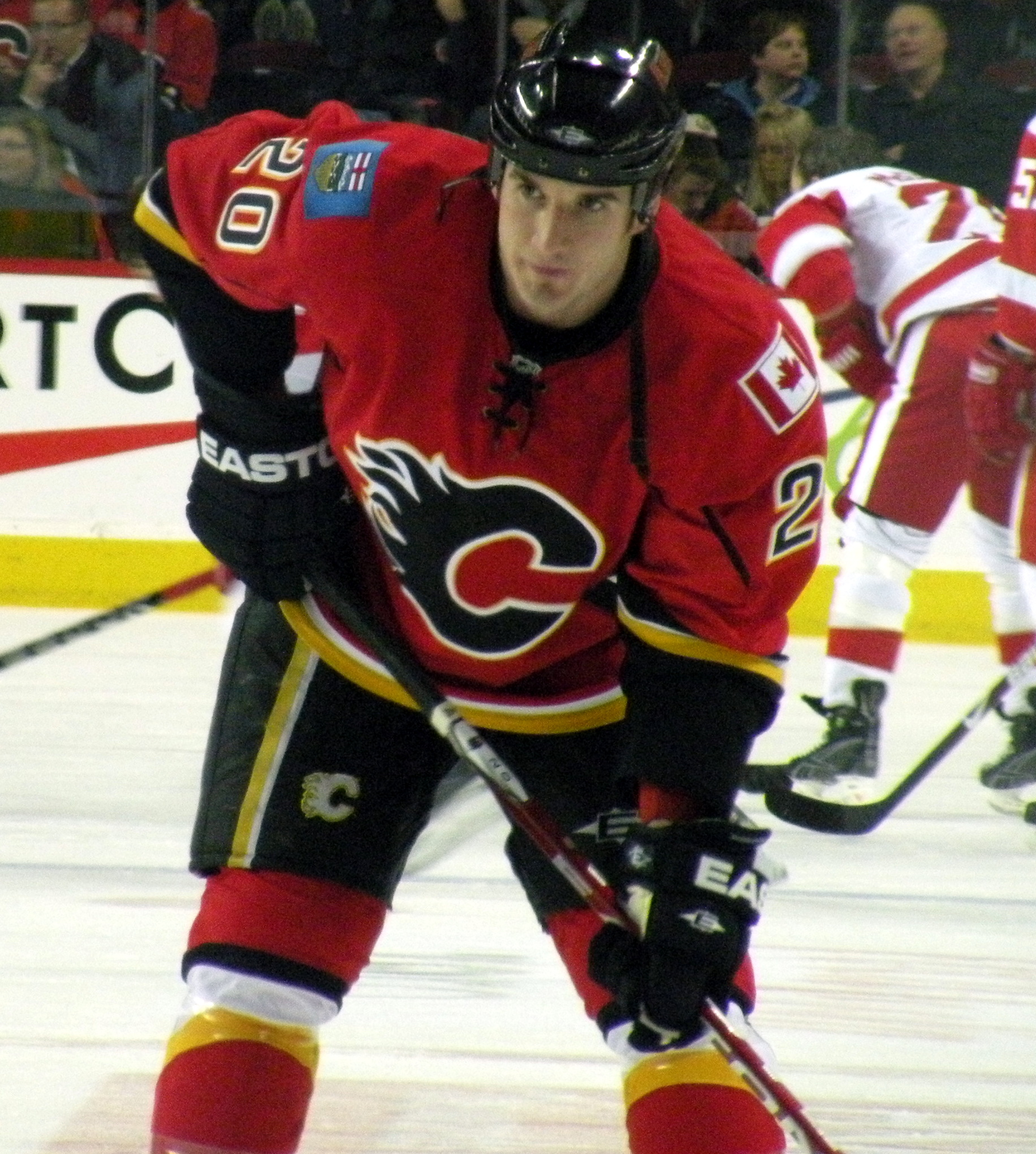
Curtis Glencross.

| Ishockey - Nils Bäckström - Jay Beagle - Spencer Carbery - Curtis Glencross | - Justin Johnson - Nathan Lawson - Mike Peluso - Mat Robinson |